# Андруські (герб)
Андруські (пол. Andruski) — шляхетський герб руського походження.

## Опис герба
У щиті невідомого кольору буквиця «h» у верхній частині схрещена, а зправа закінччена вусом. Клейнод: три страусиних пір'їни. Немет невідомого кольору.

## Найперша згадка
1528 року згадуються волинські шляхтичі — Федіра і Яцек Андруські.

## Геральдичний рід
Андруські.